# Расторгуев, Лев Иванович
Лев Ива́нович Расторгу́ев (1769, Вольск — 12 [24] февраля 1823, Екатеринбург, Пермская губерния) — русский купец 1-й гильдии, почётный гражданин, владелец металлургических заводов на Урале.

## Биография
Родился в 1769 году в селе Малыковке в семье старообрядца Ивана Вавиловича Расторгуева, ставшего первым городским головой города Вольска. Начал работать продавцом в винной лавке, затем — приказчиком у винного откупщика Василия Алексеевича Злобина. После получения Злобиным откупа в Екатеринбурге, ездил туда по делам.
Вскоре Расторгуев сам стал откупщиком и нажил состояние, стремясь стать обладателем первой купеческой гильдии. Он скупал недвижимость у обанкротившихся купцов, инвестировал деньги в строительство нового Гостиного двора в Екатеринбурге. В 1795 году Расторгуев купил недостроенный дом у вдовы губернского секретаря Исакова дом на Вознесенской горке, и начинает грандиозное строительство, построив по сути, настоящий дворец, ставший одним из символов Екатеринбурга — усадьбу Расторгуевых — Харитоновых. Сам Расторгуев редко жил в усадьбе, предпочитая более скромный дом на Сибирском проспекте. В 1808 году он выставлял оценённый в 133,3 тыс. рублей дворец на продажу, но покупателей не нашлось. Уральская заводская администрация часто арендовала у Расторгуева усадьбу для приёма высоких гостей: в 1824 году в ходе визита в Екатеринбурге в усадьбе несколько дней жил Александр I, в 1837 году здесь останавливался будущий император Александр II.
В 1808 году разбогатевший Расторгуев приобрёл Нязе-Петровский завод у И. Я. Хлебниковой, в 1809 году — за 1 млн 240 тыс. рублей в рассрочку до 1817 года Кыштымские заводы у П. Г. Демидова. Из купленных заводов с крестьянами и земель Расторгуев сформировал Кыштымский горный округ в составе Верхне-Кыштымского, Нижне-Кыштымского, Карабашского, Каслинского, Нязепетровского, Теченского, Шемахинского, Соймановского заводов, а также железных и медных рудников Соймановской долины.
Помимо производства железа и меди Расторгуев вёл добычу золота, до 1812 года являвшуюся незаконной со стороны частных лиц.
Усадьба Расторгуевых — Харитоновых в Екатеринбурге
Расторгуев отличался жёстким стилем управления, требовательностью и строгостью. Он принимал активное участие в жизни старообрядцев: около Каслинского завода построил мужской раскольничий монастырь, а на озере Анбаш около Кыштыма — женский; открыл десятки раскольничьих школ.
В январе 1823 года на Кыштымских заводах вспыхнуло крупное крестьянское восстание, ставшее наиболее массовым на Урале в этот период. Рабочие были недовольны жестоким обращением, невыплатами заработанных денег и отсутствием продовольствия. Для подавления восставших власти направили около 3000 солдат. Из-за несостоятельности заводовладельца заводы были временно взяты под казённое управление. После этих потрясений Лев Иванович скончался от инфаркта 10 февраля 1823 года.
Похоронен в Екатеринбурге на староверческом кладбище.

## Семья
Лев Иванович был женат на староверке Анне Федотовне Коробковой, от брака с которой имел двух дочерей — Марию и Екатерину. Обе по настоянию отца вышли замуж за купцов староверов — Петра Яковлевича Харитонова и Александра Григорьевича Зотова соответственно. После смерти отца и матери Мария и Екатерина доверили управление заводами своим мужьям, которые, в свою очередь, назначили управляющим Григория Федотовича Зотова, отца Александра Григорьевича, имевшего опыт управления Верх-Исетским горнозаводским округом.
В 1837 году П. Я. Харитонов и Г. Ф. Зотов за жестокое обращение с рабочими были отправлены в ссылку в г. Кексгольм (ныне г. Приозёрск), где оба скончались. В 1840-х годах между дочерьми Расторгуева начались разногласия, ставшие причиной общего упадка заводов. 2 января 1842 года Кыштымские заводы были переданы в казённое управление и находились в руках казны до 1852 года.
Дерево потомков

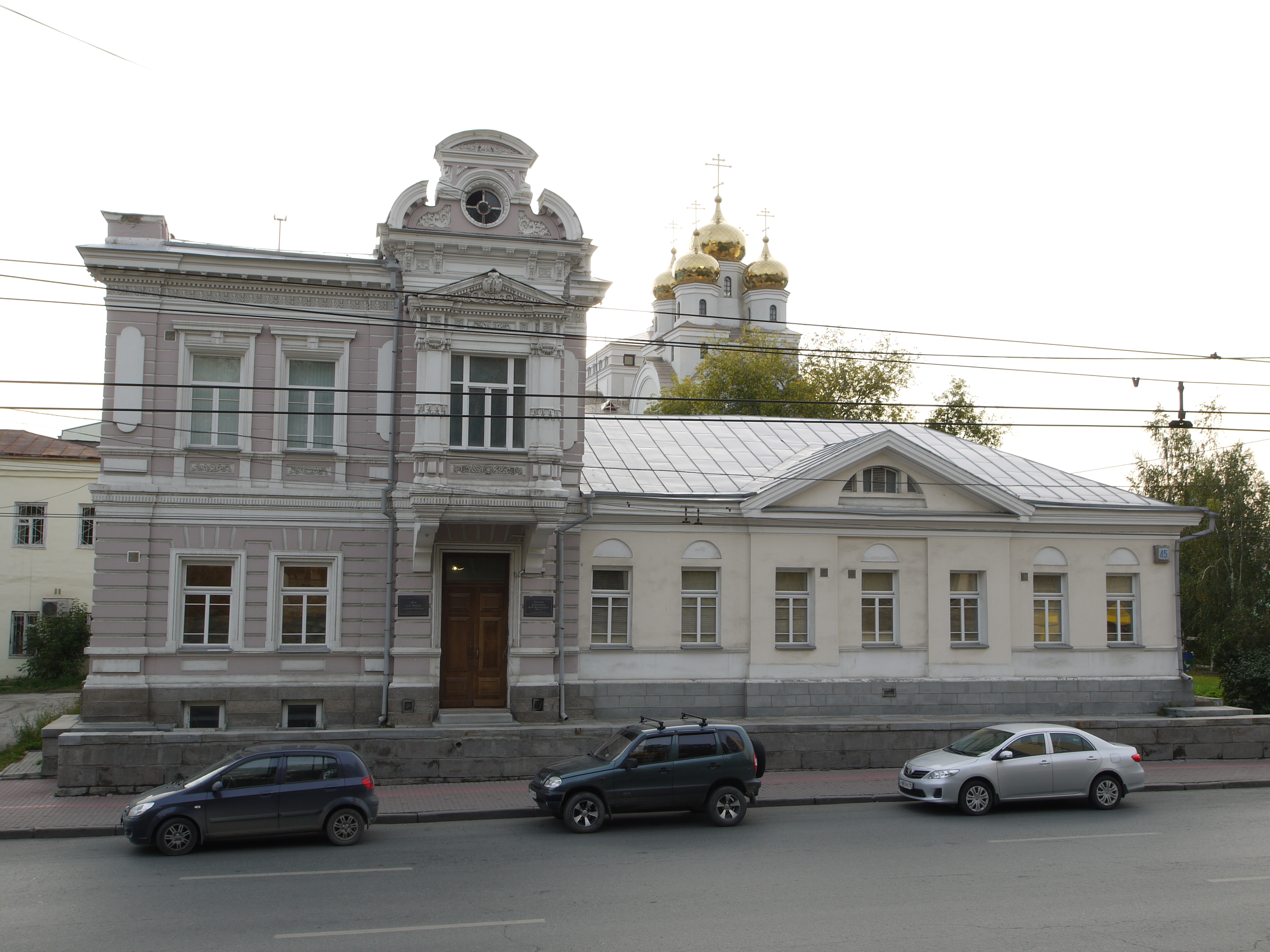
Дом А. А. Зотова (справа), ул. Карла Либкнехта, д. 45

- Расторгуев, Лев Иванович (жена — Анна Федотовна Коробкова)
  - Расторгуева Мария Львовна (муж — Харитонов, Пётр Яковлевич)
    - Харитонова Александра Петровна (муж — Яков Григорьевич Головин)
    - Харитонова Ольга Петровна (муж — Григорий Васильевич Дружинин)
      - Дружинин, Василий Григорьевич

  - Расторгуева Екатерина Львовна (муж — Зотов, Александр Григорьевич)
    - Зотов Александр Александрович
      - Зотов Александр Александрович
      - Зотов Николай Александрович
      - Зотов Константин Александрович
      - Екатерина Александровна Зотова

    - Зотова Клавдия Александровна (муж — Владимир Петрович Меллер-Закомельский
      - Меллер-Закомельский Федор Владимирович
      - Меллер-Закомельский Григорий Владимирович
      - Владимир Владимирович Меллер-Закомельский
        - Меллер-Закомельский, Александр Владимирович

      - Меллер-Закомельская Клавдия Владимировна
      - Романова Екатерина Владимировна
      - Масальская Мария Владимировна